# Ivan IV., papa
Ivan IV. († 12. listopada 642.) bio je papa od 640. do 642. godine. 

## Životopis
Podrijetlom je bio Dalmatinac. Otac mu je bio skolastik Venancije.
Postao je papa, 24. prosinca 640. godine.[nedostaje izvor]
Poslao opata Martina u Dalmaciju i Istru, da učvrsti vjeru i otkupi kršćane, koji su postali roblje. Time je uspostavljen prvi povijesni kontakt između Vatikana i hrvatskih krajeva. Na papinu želju, pronašao je i ponio u Rim, relikvije solinskih mučenika: sv. Dujma, sv. Venancija, sv. Anastazija i još nekoliko iz Salone (Solina) te sv. Mavra biskupa iz Poreča. Dao je podići kapelu unutar bazilike sv. Ivana Lateranskog u Rimu i u nju je postavio relikvije.
Ispod mozaika, latinski je natpis: "Papa Ivan izvršio je blagoslovom Božjim pobožni zavjet i ustrajnim zauzimanjem dao načiniti ovaj spomenik, koji sjaji poput dragocjenih kovina na krstionici. Tko god amo pristupa i duboko se Kristu klanja, taj neka uzdiže, usrdne molitve k nebu." Umro je 12. listopada 642. g. i pokopan u bazilici sv. Petra u Rimu.[nedostaje izvor]

### Članci
- D.S. Iv. 1976. Nekoliko podataka sa starih ploča i listova. Crkva u svijetu. Sveučilište u Splitu - Katolički bogoslovni fakultet. Split. 11 (3): 197–200